# Michał Pasierbiewicz
Michał Ernest Pasierbiewicz ps. „Paweł” (ur. 12 stycznia 1908 w Radymnie, zm. 30 lipca 1952 w Krakowie) – polski inżynier elektryk, dowódca konspiracyjnej grupy Armii Krajowej w elektrowni Siersza Wodna, organizujący pomoc więźniom niemieckiego obozu koncentracyjnego Auschwitz-Birkenau, po wojnie represjonowany przez Urząd Bezpieczeństwa.

## Życiorys

### Okres przedwojenny
Był synem Stanisława i Franciszki. Maturę uzyskał w Państwowym Gimnazjum Nr 3 im. Adama Mickiewicza w Tarnowie w 1927. Studiował na Politechnice Lwowskiej na Oddziale Elektrotechnicznym, a w 1932 odbył staż w Société de Gérance d’Exploitation d’Enterprises Electriques w Paryżu. Dyplom inżyniera elektryka Politechniki Lwowskiej uzyskał w 1936. Później podjął pracę zawodową w Zakładach Mechanicznych w Tarnowie. W 1937 zawarł w Krakowie związek małżeński z Zofią Nagrabianką (1912–1967).

### Okres wojenny
Od 1937 do 1948 niemal nieprzerwanie pracował jako inżynier, później kierownik i dyrektor, w elektrowni Siersza Wodna koło Trzebini. W dniu 1 września 1939 o godzinie 5.30 rano niemieckie lotnictwo zbombardowało linię kolejową do elektrowni. Trzy dni później Niemcy przejęli elektrownię i zmusili polską załogę do pracy, co objęło Michała Pasierbiewicza. Równocześnie Niemcy rozpoczęli terror i eksterminację ludności rejonu Trzebini. Elektrownia miała dostarczać energii elektrycznej do okolicznych fabryk przestawianych na produkcję wojskową dla Niemców, a w następnym roku także do niemieckiego obozu koncentracyjnego (KL) Auschwitz-Birkenau. Niemcy specjalnie wybudowali w tym celu drugą linię 30 kV zasilającą obóz z elektrowni Siersza Wodna. Druty ogrodzeniowe obozu były zasilane napięciem 380/220 V.

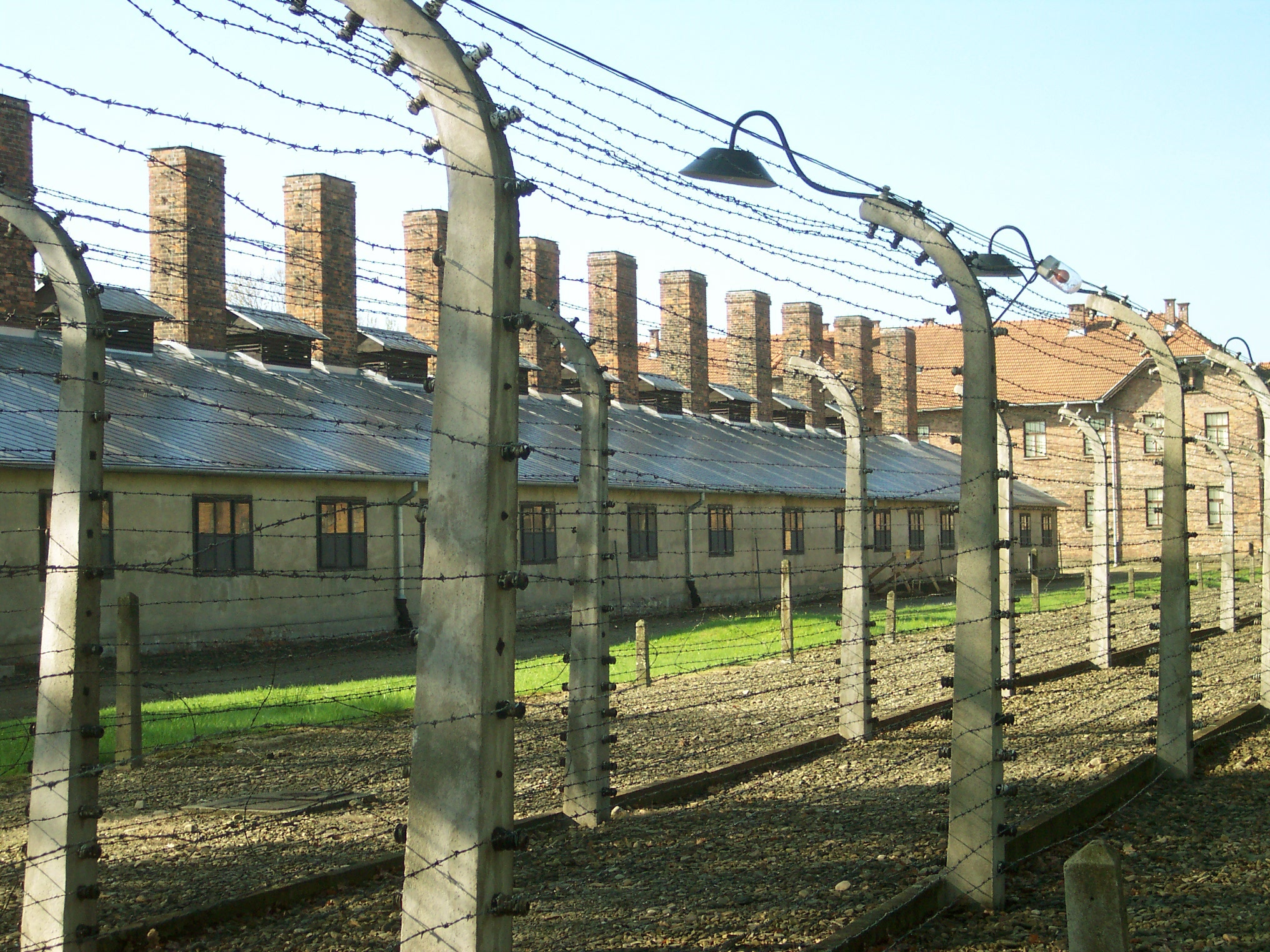
Ogrodzenie elektryczne niemieckiego obozu koncentracyjnego Auschwitz I

Od wiosny 1941 Michał Pasierbiewicz był przez pozostały okres okupacji niemieckiej (do końca stycznia 1945) dowódcą polskiej konspiracyjnej grupy „Prawica” w Trzebini w Obwodzie Chrzanowskim Armii Krajowej (AK). W skład grupy wchodzili zorganizowani w systemie piątkowym zaprzysiężeni pracownicy elektrowni: Tadeusz Łagan (1910–2000) (Tadeusz Łagan był inżynierem elektrykiem w elektrowni Siersza Wodna), Wojciech Zieliński, Aleksander Rzepa, Józef Żylli, Franciszek Pająk i Stanisław Banda. Polscy pracownicy elektrowni byli odpowiedzialni za wykonawstwo robót na terenie KL Auschwitz-Birkenau. Aby im o tym przypomnieć na ścianie obozowej podstacji elektrycznej wisiał wewnątrz ku przestrodze pasiak obozowy. Na teren obozu wjeżdżali nawet kilka razy w tygodniu razem ze sprzętem półciężarówką „Borgward”, a w specjalnie przygotowanych schowkach przemycali lekarstwa i żywność. Rozdziałem przemytu z elektrowni zajmował się w obozie polski więzień, Adam Waxmann z Krakowa, pełniący funkcję obozowego elektryka. Lekarstwa otrzymywali za darmo lub za niewielką opłatą z okolicznych aptek: J. Radwańskiej z Trzebini, Antoniego Sopickiego i aptekarza Panca z Chrzanowa, Jadwigi Gabriel z Oświęcimia oraz aptekarza Nowaka z Zatora. Powojenne szacowania wskazują, że 70% wszystkich lekarstw używanych w KL Auschwitz było potajemnie dostarczane z zewnątrz.

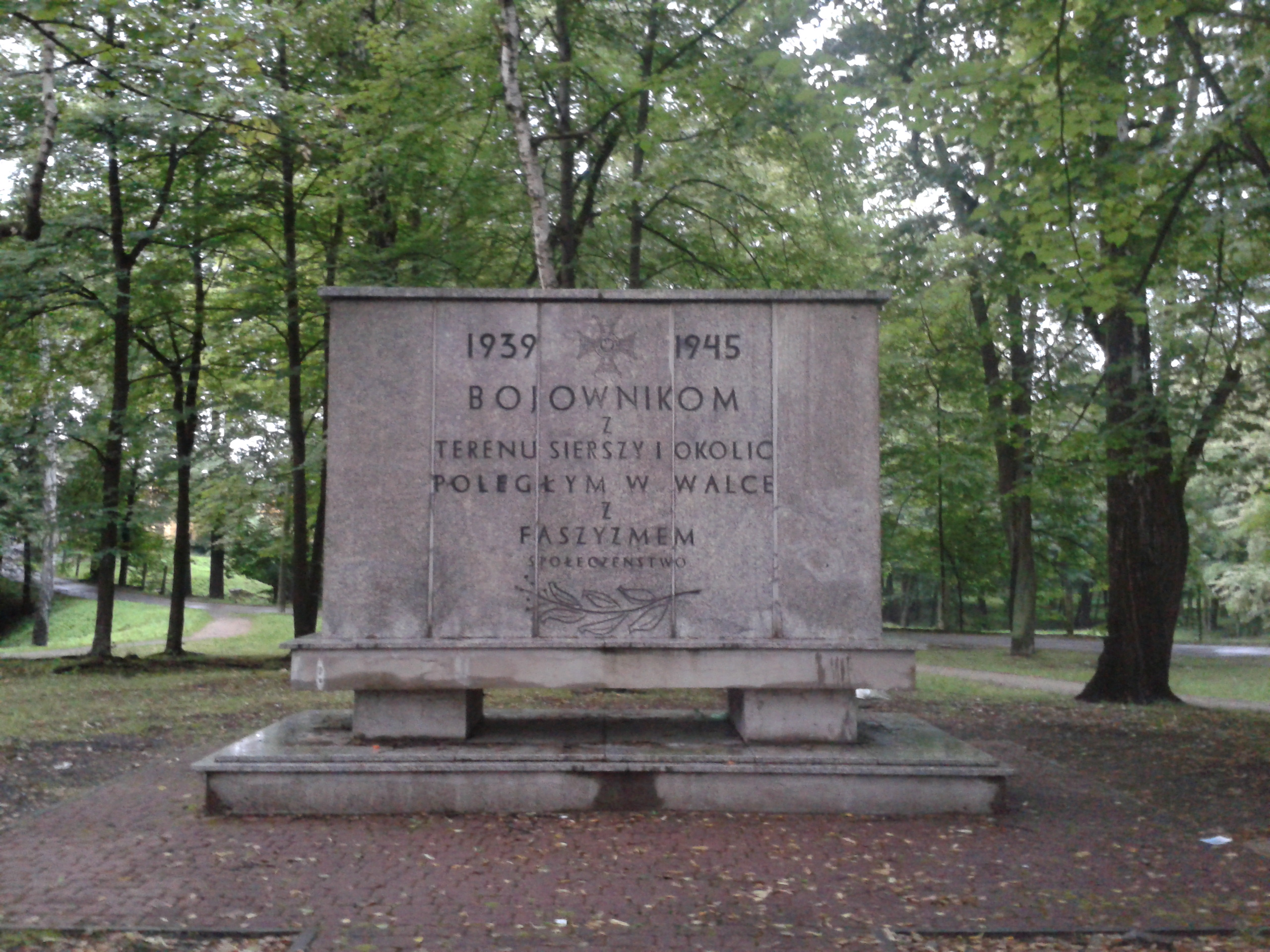
Pomnik ruchu oporu w okresie 1939–1945 w Sierszy, Trzebinia

Członkowie grupy uzyskiwali od więźniów informacje o składzie osobowym i uzbrojeniu załogi obozowej SS, a także o produkcji w przyobozowych niemieckich fabrykach zbrojeniowych. Przekazanie aliantom przez Armię Krajową we wrześniu 1944 identyfikacyjnych danych personalnych dowództwa i członków załogi SS w Auschwitz-Birkenau udaremniło realizację tzw. planu Molla. Było to skutkiem audycji radiowych w języku niemieckim z rozgłośni alianckich, które publikowały nazwiska załogi SS. Plan niemiecki polegał na całkowitej likwidacji obozu dla zatarcia dowodów i wymordowaniu wszystkich uwięzionych. Ta akcja AK przyczyniła się do uratowania życia tysiącom więźniów.
Michał Pasierbiewicz jako dowódca prowadził koordynację działalności wywiadowczej swojej grupy i przekazywał informacje dowództwu AK. Jednostki Armii Krajowej na terenie Sierszy Wodnej świadomie zrezygnowały z dywersji i zamachów na urządzenia tej elektrowni, aby zachować możliwość działalności operacyjnej na terenie KL Auschwitz.
Konspiracyjne siły AK w elektrowni Siersza Wodna zajmowały się również przerzutem przez pobliską granicę Rzeszy i Generalnej Guberni osób ściganych przez niemieckie gestapo, w tym jeńców alianckich. Gestapo odkryło źródło nielegalnie wydawanych w tym celu legitymacji pracowniczych elektrowni i wskutek denuncjacji zginęli dwaj żołnierze AK, pracownicy elektrowni, Zbigniew Winiarczyk i Kazimierz (Roman) Marciński. Pomagający więźniom, których Niemcy aresztowali, byli umieszczani na terenie KL Auschwitz w specjalnych karnych celach tzw. bunkrach. W 1945 strukturom Armii Krajowej w Sierszy udało się uratować elektrownię przed jej wysadzeniem przez wycofujących się Niemców, po uzyskaniu od niemieckiego dyrektora elektrowni planu jej zniszczenia, co uratowało pobliskie kopalnie przed zalaniem.

### Okres powojenny

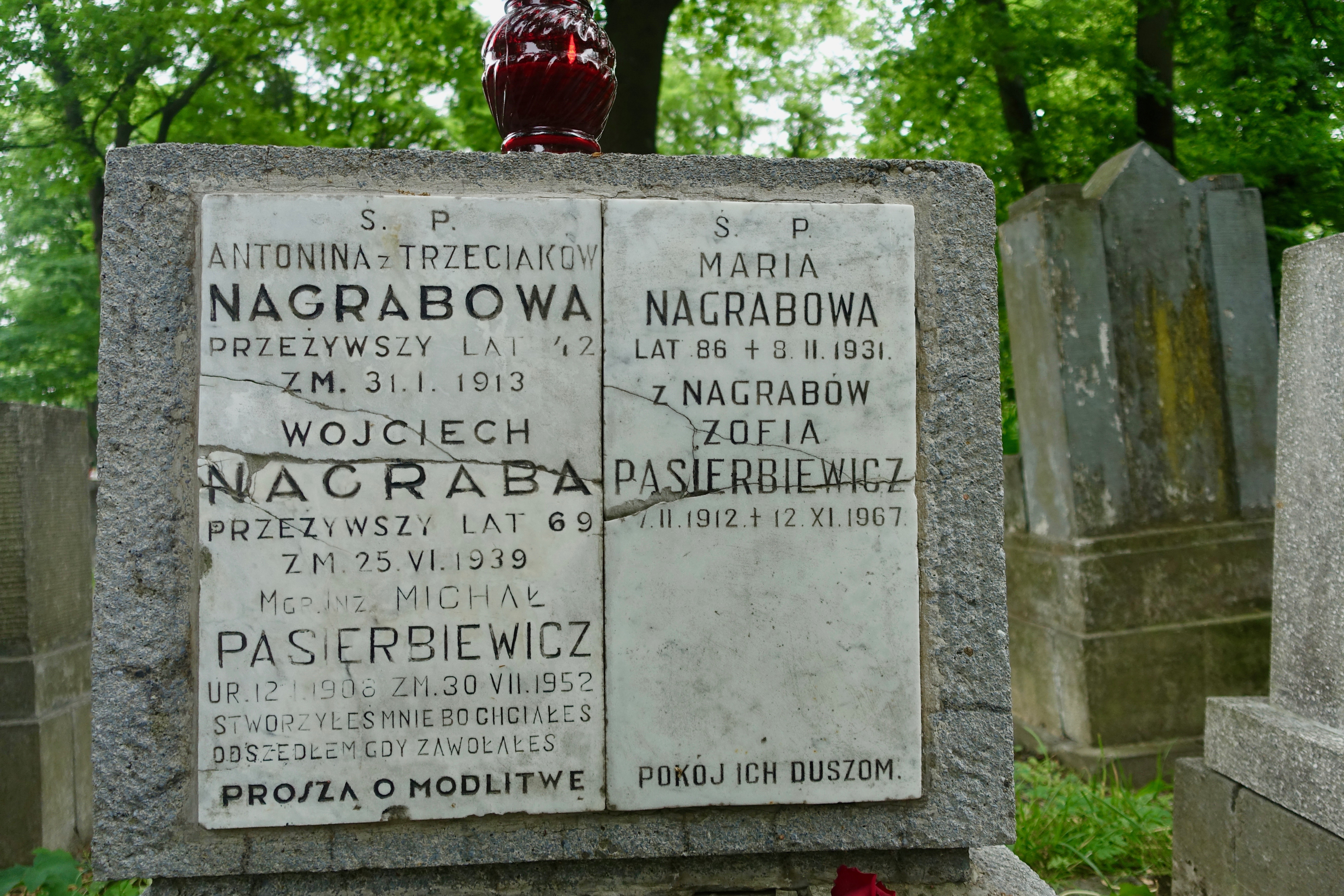
Nagrobek rodzinny Michała Pasierbiewicza na cmentarzu Rakowickim w Krakowie, kwatera XXIVB zachodnia

Po ustąpieniu Niemców Michał Pasierbiewicz został w dniu 2 lutego 1945 mianowany tymczasowym kierownikiem elektrowni Siersza Wodna. Następnie był jej dyrektorem w okresie od 28 grudnia 1945 do 30 czerwca 1948, kiedy został przeniesiony do krakowskiego przedsiębiorstwa Państwowe Budownictwo Elektryczne. Od ujawnienia (1945) działalności w Armii Krajowej był inwigilowany i represjonowany przez Urząd Bezpieczeństwa jako „dowódca grupy sabotażowej AK w okolicach Chrzanowa w czasie okupacji”. Zmarł 30 lipca 1952 w Krakowie wskutek zawału serca zwolniony do domu po kolejnym wielodniowym przesłuchaniu. Jest pochowany na cmentarzu Rakowickim w Krakowie (kwatera XXIVB zachodnia).

## Inne informacje

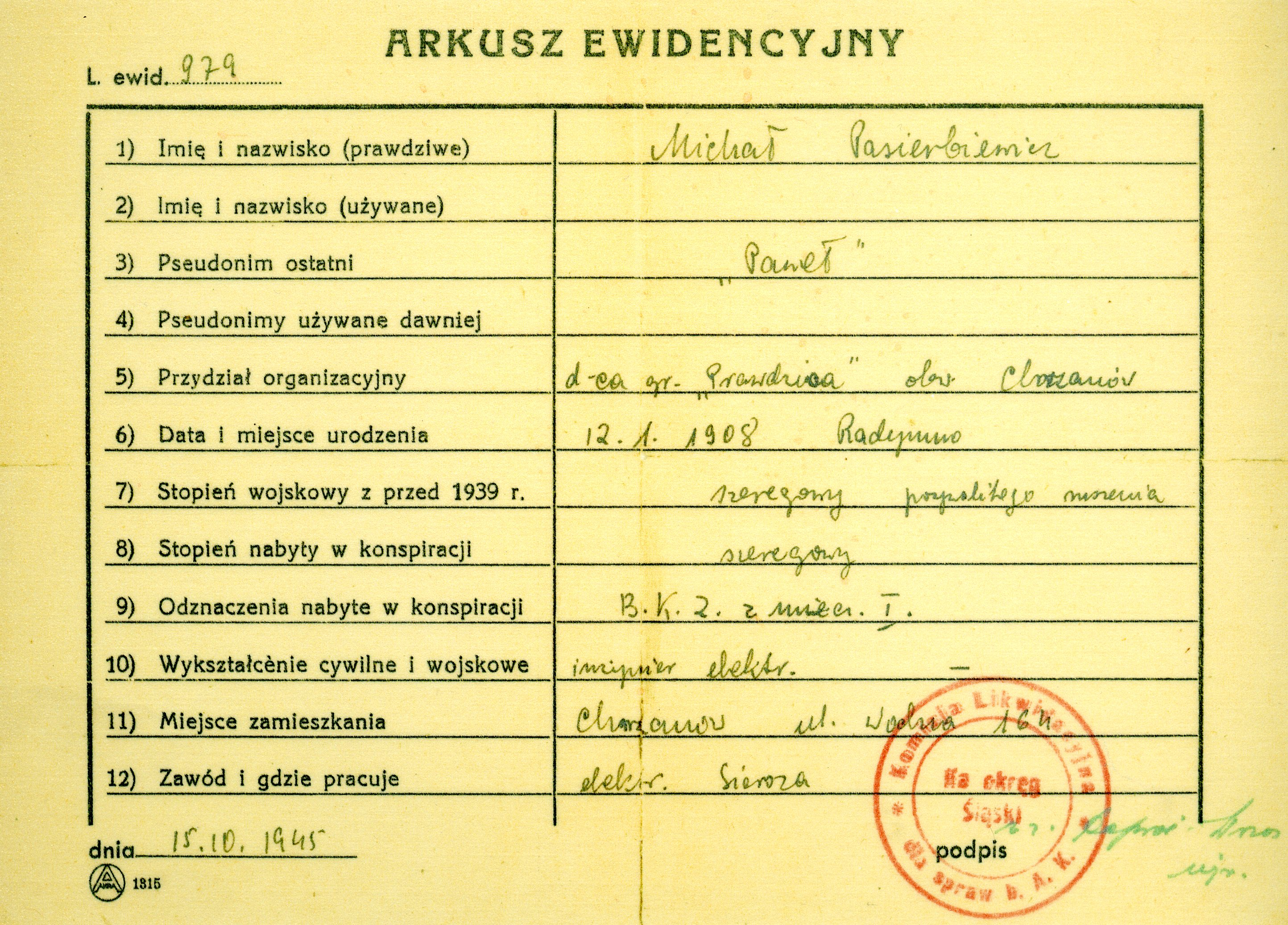
Michał Pasierbiewicz ps. „Paweł” – powojenny arkusz ewidencyjny Komisji Likwidacyjnej do spraw b. Armii Krajowej (1945)

Michał Pasierbiewicz za zasługi wojenne został odznaczony Brązowym Krzyżem Zasługi z Mieczami. Od 1936 był członkiem zwyczajnym oddziału warszawskiego, a następnie krakowskiego Stowarzyszenia Elektryków Polskich.
Brat żony Michała Pasierbiewicza, Ludwik Nagraba (1910–1985), był więźniem KL Auschwitz zmuszanym przez Niemców do pracy w krematorium i który w 1947 był świadkiem oskarżenia na procesie przed Najwyższym Trybunałem Narodowym w Warszawie. Jego starszy brat, Władysław Nagraba (1904–1943), został zamordowany przez Niemców w obozie koncentracyjnym w Mauthausen-Gusen.

## Upamiętnienie
W 2019 tematem pomocy szkolnej stał się biogram Michała Pasierbiewicza, określonego jako „nieznany szerzej bohater z okresu drugiej wojny światowej”. W grudniu 2020 grupa uczennic Zespołu Szkół Techniczno-Usługowych w Trzebini przygotowała reportaż multimedialny „Michał Pasierbiewicz – (nie)znany bohater trzebińskiej historii. Niezwykła opowieść w cieniu wielkiej wojny”, który zakwalifikowano do finału ogólnopolskiego projektu „Re: Memory – multimedialne historie lokalne”, w którym wzięło udział 50 szkół.